# Xã Bedford, Quận Cross, Arkansas
Xã Bedford (tiếng Anh: Bedford Township) là một xã thuộc quận Cross, tiểu bang Arkansas, Hoa Kỳ. Năm 2010, dân số của xã này là 523 người.